# Sergio Jiménez Moraga
Sergio Jiménez Moraga (18 de agosto de 1932) es un ingeniero civil, empresario y político chileno. Militante del Partido Radical (PR), fue ministro de Estado en la cartera de Minería, durante el gobierno del presidente Eduardo Frei Ruiz-Tagle, desde 1997 hasta 2000.

## Vida personal y estudios
Hijo de Javier Jiménez Gundián, es militante del Partido Radical (PR) y masón.
Se casó en primeras nupcias con Clarita Alfonso García-Huidobro. Tras enviudar, contrajo segundas nupcias con María Lourdes Correa Solar, con quien tuvo seis hijos.
Educado en el Colegio San Pedro Nolasco de Santiago, posteriormente estudió ingeniería civil. Además posee un posgrado en Evaluación de Proyectos.

## Trayectoria profesional
Inició su vida profesional como ingeniero proyectista de obras de infraestructura y constructor de viviendas económicas. También fue ingeniero del Ministerio de Obras Públicas (MOP), donde llegó hasta el tope del escalafón técnico al ocupar el cargo de subdirector técnico de Vialidad. Además participó entre 1968 y 1970 en la Comisión de Transporte que recomendó la construcción del Metro de Santiago.
Fue secretario del Colegio de Ingenieros de Chile desde 1982 hasta 1988 y director del Instituto de Ingenieros.
Entre 1990 y 1992 fue gerente general del Metro y entre 1992 y 1994 presidente de la generadora Edelnor. Entre los años 1995 y 1997 ocupó el cargo de director de la Empresa Nacional del Petróleo (Enap). Desde 1994 fue profesor titular de la Universidad La República. En noviembre de 1996 asumió la gerencia general de Empresa Metropolitana de Obras Sanitarias (Emos).
Ocupó la titularidad del Ministerio de Minería en 1997, tras la repentina muerte del también radical Benjamín Teplizky. Su salida, en 2000, estuvo seguida de una ácida polémica debido a las elevadas indemnizaciones pagadas a algunos de los principales ejecutivos de las empresas ligadas a su cartera.
Posteriormente se desempeñó como presidente de la Corporación de Desarrollo Tecnológico de Bienes de Capital (CBC).